# 桔红银斑蛛
桔红银斑蛛（学名：Argyrodes miniaceus）为球蛛科银斑蛛属的动物。分布于中国至新几内亚、台湾岛以及中国大陆的东北、浙江、湖南、广东等地，多见于寄居于园蛛、络新妇和艾蛛属的网上。